# Liste der denkmalgeschützten Objekte in Thurn
Die Liste der denkmalgeschützten Objekte in Thurn enthält die 3 unbeweglichen denkmalgeschützten Objekte der Gemeinde Thurn im Bezirk Lienz (Tirol).

## Denkmäler
| Foto |                 | Denkmal                                                                   | Standort                         | Beschreibung | Metadaten |
| ---- | --------------- | ------------------------------------------------------------------------- | -------------------------------- | --- | --- |
| ja   | Datei hochladen | Kath. Filialkirche hl. Nikolaus HERIS-ID: 6582 Objekt-ID: 2462 TKK: 19317 | Dorf 17a Standort KG: Thurn      | Die einschiffige Pfarrkirche mit eingezogenem Chor und hohem Turm wurde 1416 (Altarweihe am 10. September) unter Einbeziehung romanischer Bauteile erneuert bzw. erweitert. 1693 erfolgte die Renovierung und Barockisierung der Kirche. Sie erhielt eine Empore und die offene Vorhalle. 1809 steckten die französischen Truppen die Kirche in Brand. Der Hochaltar mit der Figur des heiligen Nikolaus stammt aus dem Jahr 1696. Die spätbarocken Seitenaltäre stammen aus 1759. Der gotische Flügelaltar von 1496 befindet sich im Tiroler Landesmuseum Ferdinandeum. 1809 wurden Turm und Langhaus durch einen Brand schwer beschädigt. Die Schäden wurden 1820/21 repariert. Ab 1945 erhielt die Kirche eine Sakristei, 1954 die Glocken. 1974/76 erfolgte die letzte Renovierung. 1977 wurde die Orgel eingebaut. | BDA-Hist.: Q37917776 Status: § 2a Stand der BDA-Liste: 2025-06-30 Name: Kath. Filialkirche hl. Nikolaus GstNr.: 898 |
| ja   | Datei hochladen | Bauernhaus, Kammerlander Hof HERIS-ID: 13418 Objekt-ID: 9602 TKK: 19293   | Oberdorf 30 Standort KG: Thurn   | Der Kammerlanderhof wurde bereits 1645 urkundlich erwähnt und ist eine Paarhofanlage. Das zweigeschoßige Wohnhaus mit Satteldach stammt im Kern aus dem 16. Jahrhundert und wurde während der Barockzeit umgebaut. Es besitzt einen west- und südseitig angebauten Backofen und einen an der Nordostecke integrierten Kornkasten. Das Wirtschaftsgebäude wurde im 20. Jahrhundert errichtet. | BDA-Hist.: Q38177915 Status: § 2a Stand der BDA-Liste: 2025-06-30 Name: Bauernhaus, Kammerlander Hof GstNr.: 263    |
| ja   | Datei hochladen | Zauchen-Mühle HERIS-ID: 6614 Objekt-ID: 2494 TKK: 19301                   | bei Zauche 12 Standort KG: Thurn | Die Zauchenmühle befindet sich am Zauchenbach und wurde vermutlich im 19. Jahrhundert als eingeschoßiger Kantblockbau mit Satteldach ausgeführt. Der Antrieb erfolgt durch ein oberschlächtiges Zellenschaufelrad mit Holzkastengerinne. | BDA-Hist.: Q37919598 Status: § 2a Stand der BDA-Liste: 2025-06-30 Name: Zauchen-Mühle GstNr.: 207/2                 |